# Saurauia knemifolia
Saurauia knemifolia är en tvåhjärtbladig växtart som beskrevs av Eduardo Quisumbing y Argüelles. Saurauia knemifolia ingår i släktet Saurauia och familjen Actinidiaceae. Inga underarter finns listade i Catalogue of Life.